# Star Wars Jedi Knight II: Jedi Outcast
Star Wars Jedi Knight II: Jedi Outcast ist der Nachfolger des Spiels Jedi Knight: Dark Forces II und wurde im März 2002 weltweit für Windows veröffentlicht. Veröffentlichungen für weitere Konsolen folgten. Es ist das dritte Spiel der Jedi-Knight-Reihe.

## Handlung
Kyle Katarn hat sich nach den Geschehnissen in Jedi-Knight: Mysteries of the Sith und seinen Erlebnissen im dunklen Sith-Tempel von Dromund Kaas von den Jedi und der Macht abgewandt. Er arbeitet gemeinsam mit seiner Freundin Jan Ors für die neue Republik. Beide haben von Mon Mothma den Auftrag erhalten eine scheinbar verlassene, ehemalige Basis der Imperialen auf Kejim zu untersuchen. In einem aufgefangenen Funkspruch an Admiral Galak Fyyar, dem Anführer einer Splittergruppe der Imperialen, die sich die Hinterbliebenen nennen, wird das Tal der Jedi erwähnt. Sie sind daraufhin alarmiert und sollen den Außenposten durchsuchen, eventuell vorhandene Truppen auslöschen. In einem gut gesicherten Bereich des Außenpostens findet Kyle Hinweise auf Experimente, die an Menschen durchgeführt worden sind und bei denen seltsame Kristalle zum Einsatz kamen.
Mon Mothma befürchtet, dass man mit diesen Kristallen, die sich als Machtkristalle heraus stellen, versucht hat normale Menschen künstlich mit der Macht zu verbinden. Bei diesen Experimenten hat man sich Kolonisten von Artus Prime bedient, wo es auch entsprechende Kristallminen gibt. Sie befürchtet, dass die Kolonie von den Hinterbliebenen besetzt wurde. Sie bittet Jan und Kyle sich dort umzusehen, da sie ohne konkrete Hinweise keine Streitmacht aussenden könne.
Dort angekommen stellt Kyle schnell fest, dass die Basis fest in der Hand der Hinterbliebenen ist und ruft die Flotte, nachdem er wichtige Anlagen der Kristallmine sprengt. Ein Großteil der Kolonisten kann daraufhin evakuiert werden. Kurz vor dem erfolgreichen Ende des Auftrags wird Jan aber von Tavion, der Schülerin des dunklen Jedi Desann, gefangen genommen. Kyle, der nicht mehr machterfüllt ist, kann Desann nichts entgegensetzen und unterliegt. Nachdem Desann Jans Tod befohlen hat, lässt er Kyle gedemütigt zurück.
Voller Ärger, Rache und Vergeltung sucht Kyle erneut das Tal der Jedi auf Ruusaan auf und stellt mit den dort konzentrierten Energien seine Verbindung mit der Macht wieder her. Nach Kyles Abflug trifft Desann mit Tevion auf Ruusaan ein, um die dortigen Kräfte für seine Pläne zu nutzen. Kyle kehrt daraufhin zur Akademie des neuen Jedi-Ordens nach Yavin 4 zurück und möchte sein Lichtschwert zurückhaben, das er Luke Skywalker zur Aufbewahrung überlassen hat. Von Skywalker erfährt Kyle, dass Desann ein Jedi-Schüler der Akademie war, allerdings von der dunklen Seite und dem Hunger nach Macht überwältigt einige seiner Mitschüler exekutierte, die in seinen Augen zu schwach waren. Daraufhin floh er, um sich einer Bestrafung zu entziehen. Nachdem Kyle einige Übungen und Tests zur Wiedererlangung seiner Machtfähigkeiten auf dem Trainingsgelände absolviert und sein Lichtschwert zurück erhalten hat, bekommt er von Luke den Rat seine Suche auf Nar Shaddaa zu beginnen. Desanns Shuttle sei auf einen gewissen Reelo Baruk registriert, einem bekannten Kriminellen, der dort vorgibt als Müllentsorger zu arbeiten.
Auf Nar Shaddaa angekommen verfolgt Kyle die Spur zu Baruk und trifft zufällig auf den dort inhaftierten Lando Calrissian. Dieser berichtet, dass die Wolkenstadt Bespin von einem Schmugglerring untergraben wurde und nun Teile der Stadt in deren Hand sind. Die Besetzer hätten eindeutige Verbindungen zu Baruks Müllentsorgern. Während seiner Ermittlungen auf Nar Shaddaa stieß Calrissian auf den Namen Desanns und wurde letztendlich fest gesetzt. Kyle gelingt es Baruk aufzuspüren, kann ihn aber nicht stellen und öffnet Landos Zelle. Sie bringen Landos Schiff unter ihre Kontrolle, eliminieren Baruk, der ihre Flucht zu unterbinden versucht, und brechen zur Wolkenstadt auf. Dort soll ein Einsatztrupp der neuen Republik helfen die Stadt wieder unter Kontrolle zu bringen.
Lando setzt Kyle auf der untersten Ebene der Wolkenstadt über Bespin ab, der sofort beginnt sich in die höheren Ebenen vor zu arbeiten. Beim Aufstieg trifft Katarn in einem Schacht auf einen dunklen Jedi, der sich für ihn „verzerrt“ anfühlt und sich ihm in den Weg stellt. Mit Hilfe einer von Lando versteckten R5-Einheit erreicht Kyle den oberen Teil der Stadt und so kann mit den Einsatzkräften der Stadt Bespin wieder unter Landos Kontrolle gebracht werden. Er duelliert sich zuletzt mit Tavion, die ihm zunächst hochmütig erklärt, dass der dunkle Jedi, den Kyle zuvor besiegt hatte, nur einer von vielen Soldaten war, ein Wiedergeborener, die mit Hilfe des Tals der Jedi von Desann erschaffen wurden. Viele hundert sollen folgen, mit denen Desann eine neue Ordnung herstellen will. Nachdem Tavion von Kyle besiegt wurde, enthüllt sie ihm in Todesangst, dass Jan noch lebt, man ihren Tod nur vorgetäuscht habe, um ihn aufzustacheln und sie sich auf der Doomgiver, Fyyars Flaggschiff, im Lenico-Gürtel gefangen gehalten wird. Daraufhin verschont Kyle Tevion und macht sich nun voller Hoffnung auf um Jan zu finden.
Dort angekommen landet sein gekaperter Frachter automatisch auf der Cairn-Asteroidenbasis. Skywalker ist ihm dorthin gefolgt und berichtet zunächst, dass er Desann und seine Truppen an Wiedergeborenen von Ruusaan vertreiben konnte und er das Tal der Jedi für den Moment versiegelt habe. Man wisse derzeit nicht, wie viele Wiedergeborene Desann bisher erschaffen habe. Luke ist erfreut, dass die Hoffnung Kyles unkontrollierte Rachegedanken vertrieben hat. Gleichzeitig ist er beunruhigt über Kyles Bericht, dass Baruk größere Mengen des Minerals „Cortose“ von Bespin geschmuggelt habe, einem der wenigen Materialien, die der Klinge von Lichtschwertern widerstehen könne. Sie trennen sich. Während Skywalker mehr über den Verwendungszweck des Minerals herausfinden möchte, soll Kyle die Doomgiver infiltrieren, die alsbald von der Basis ablegt, und natürlich nach Jan suchen.
Bevor der Funkkontakt abreißt bittet Luke Kyle herauszufinden, wohin das Schiff aufgebrochen ist, um die Flotte zu warnen. Wie sich herausstellt war die Doomgiver auf dem Weg nach Yavin 4, um dort unzählige Landekapseln mit Wiedergeborenen abzusetzen, welche die Jedi-Akademie angreifen und zerstören sollen. Unterdessen wird klar, dass das Mineral Cortose dazu verwendet wurde, um die Wiedergeborenen mit Lichtschwert-resistenten Rüstungen auszustatten. Letztendlich kann Kyle Jan aufspüren und retten, die nach vielen Verhören recht mitgenommen ist. Es gelingt ihm den Schildgenerator der Doomgiver zu zerstören, Admiral Fyyar zu besiegen und zusammen mit Jan in einer Rettungskapsel den Planeten zu erreichen.
Die beiden landen in einem Sumpfgebiet nahe der Akademie. Während sich Jan den Piloten der Republik anschließt, kämpft sich Kyle durch den Sumpf und ein Flusstal, kann einen Kampfläufer erbeuten und dringt bis zur Akademie vor. Dort verfolgt er Desann in ein geheimes Gewölbe unter dem Trainingsgelände. Hier versucht Desann zunächst Kyle zu verführen und ihn zum Verbündeten zu machen, wird allerdings in einem Zweikampf von dem nun ebenbürtigen Kyle Katarn bezwungen. Damit ist die Gefahr vom neuen Jedi-Orden abgewendet und Kyle wieder mit Jan vereint. Kyle entschließt sich diesmal aber ein Jedi und in Kontakt mit der Akademie zu bleiben.

## Spielprinzip
Jedi-Knight 2 ist in erster Linie ein klassischer Egoshooter. Erst im späteren Verlauf und durch Erlangen des Lichtschwerts rückt die Third-Person-Perspektive allmählich in den Vordergrund, während die üblichen Schusswaffen nachrangig werden.
Neben dem Lichtschwert erlernt die Spielfigur Kyle Katarn zunehmend Machtkräfte. Wie in seinem Vorgänger gibt es neutrale, helle und dunkle Machtkräfte.

### Mehrspielermodus
Das Spiel bietet einen ausführlichen Mehrspielermodus, um entweder im eigenen Netzwerk oder über das Internet gemeinsam oder gegeneinander anzutreten. Dafür werden folgende Spielmodi bereitgestellt:
- Deathmatch
- Team Deathmatch
- Capture the Flag
- Capture the Ysalamiri
- Duel
- Jedi-Master

Während die ersten drei Modi von anderen Spielen bekannt sind, ist Capture the Ysalamiri eine Abwandlung vom Capture the Flag Modus. Duel ein Spieltyp der gezielt 1 gegen 1 Duelle ermöglicht und der Jedi-Master Modus eine Art Deathmatch, wo ein Jedi-Meister gegen zahlreiche normale Spielfiguren antritt.

#### eSport
Der Mehrspieler-Modus fand viele Anhänger und wird auf Basis der Eigenorganisation einiger Clans und Communities auch heutzutage noch in Turnieren gespielt.

## Rezeption
Star Wars Jedi Knight II: Jedi Outcast wurde von der Spielpresse außerordentlich positiv aufgenommen. Neben sehr guten Bewertungszahlen erhielt das Spiel beispielsweise von der PC Action einen Gold-Award und die GameStar verlieh einen GameStar für besonderen Spielwitz.
Kritisiert wurde lediglich einheitlich, dass einige Passagen des Spiels zu kniffelig seien.
Der VUD verlieh seinen Verkaufspreis in Gold für 100.000 abgesetzte Kopien in der deutschsprachigen Region.

## Synchronisation
Die Ingame-Zwischenszenen wurden mit professionellen Sprechern von der Effective Media GmbH synchronisiert. Bemerkenswert ist, dass für die deutschen Stimmen von Luke Skywalker und Lando Calrissian die original Sprecher aus den Kinofilmen engagiert werden konnten.
| Rolle            | Originalsprecher         | Deutscher Sprecher       |
| ---------------- | ------------------------ | ------------------------ |
| Kyle Katarn      | Jeff Bennett             | Erich Räuker             |
| Luke Skywalker   | Bob Bergen               | Hans-Georg Panczak       |
| Jan Ors          | Vanessa Marshall         | Katrin Zimmermann        |
| Tavion Axmis     | Kath Soucie              | Claudia Urbschat-Mingues |
| Desann           | Mark Klastorin           | Tilo Schmitz             |
| Mon Mothma       | Carolyn Seymour          | Daniela Strietzel        |
| Galak Fyyar      | Steve Blum               | Boris Tessmann           |
| Morgan Katarn    | Jacob Witkin             | Gerhard Paul             |
| Lando Calrissian | Billy Dee Williams       | Frank Glaubrecht         |
| Reelo Baruk      | Kevin Michael Richardson | Andreas Mannkopff        |

## Fortsetzung
Die Geschichte von Kyle Katarn wurde im unmittelbaren Nachfolger Star Wars Jedi Knight: Jedi Academy bereits ein Jahr später fortgesetzt.